# O Rouxinol do Imperador
O Rouxinol do Imperador   é uma peça teatral infanto-juvenil de Miguel M. Abrahão, escrita em 1991.

## Sinopse
Em O Rouxinol do Imperador, Miguel M. Abrahão reconta, a sua maneira e em versão teatral, a clássica história de Hans Christian Andersen.
O enredo gira em torno de um Imperador chinês, egoísta e apegado a bens materiais, que não percebe os encantos de um rouxinol que habita em seus jardins. Desta falta de virtudes do soberano,  o cruel Mandarim Yu e sua partner, a bruxa Wu, se aproveitam para se apossarem do trono da China. Porém, terão que enfrentar a perspicácia da princesa Chin auxiliada e atrapalhada pelo aloprado criado Dinguilin. Várias vezes apresentada ao público, esta peça agrada sempre a crítica, as crianças e os pais. O texto inclui letras de músicas inéditas.